# Röschitz
Röschitz est une commune autrichienne du district de Horn en Basse-Autriche.